# Tinghøj Vandreservoir
Tinghøj Vandreservoir er Danmarks største vandanlæg, og består af 10 vandbeholdere og 20 nedgangstårne. Anlægget ligger på Vandtårnsvej i Gladsaxe. 
Ib Lunding tegnede anlægget i begyndelsen af 1930'erne, hvorefter arbejdet blev udført i perioderne 1931-33, 1939-40 og 1957-59, hvilket gav en kapacitet på 230.000 m3. I 1974 blev der givet bevilling til udbygning af anlægget med yderligere 75.000 m3, hvormed man kom op på den nuværende kapacitet på 300.000 m3. Anlægget omfatter bl.a. også en halbygning, bestyrerbolig, redskabsskur, samt to græsbeklædte plateauer med de 10 vandreservoirer.
Tinghøj Vandreservoir er ejet af Københavns Energi, som renoverer anlægget for en milliard kroner fra 2026 til 2031.
Fra reservoiret pumpes vandet videre til Københavns vandforsyningsnet. Indtil 2004 brugtes også Tinghøj Vandtårn, ejet af Gladsaxe kommune. Tårnet blev revet ned i 2015.
Anlægget blev fredet i 1999.